# Bad Ragaz
Bad Ragaz je obec ve švýcarském kantonu St. Gallen. Nachází se na jihovýchodě kantonu, nedaleko hranic s Lichtenštejnskem, a žije zde přibližně 6 100 obyvatel. Obec je od konce 19. století známá jako lázeňské středisko.

## Geografie
Bad Ragaz leží na konci údolí Tamina a na západním okraji Rýnské nížiny. Obec tvoří turistické centrum oblasti Sarganserland.
Na východě se hranice obce shoduje s kantonální hranicí s kantonem Graubünden, která probíhá Rýnem; sousedními obcemi v Graubündenu jsou Landquart, Maienfeld a Fläsch, v kantonu St. Gallen pak Pfäfers na jihu, Mels na západě a Vilters-Wangs na severozápadě.
Na horském masivu na západě se nacházejí rozsáhlé alpské oblasti Halde, Rafigen, Pardiel, Valplona a Hochpardiel. K obci Bad Ragaz patří část pohoří Wildseehörner v oblasti Pizol.

## Historie

Letecký pohled (1922)

Ragaz byla původně zemědělská obec. Již v roce 843 je zmiňována jako Ragaces. Obec získala na významu výstavbou zámku Hof Ragaz. V 19. století byla do Ragazu přivedena pramenitá voda z Bad Pfäfers v soutěsce Tamina a od té doby je obec známá jako lázeňské místo. V roce 1937 byla obec přejmenována na Bad Ragaz.
Historie bývalé zemědělské obce Ragaz je úzce spjata s historií benediktinského opatství Pfäfers. Opatství vlastnilo nejvíce půdy a mělo v obci nejvíce práv. V knížecím paláci Hof Ragaz sídlil opatský místodržitelský úřad. Po staletí měl Ragaz význam na důležité severojižní dopravní ose mezi Německem a Itálií. Po zrušení opatství v roce 1838 převzal klášterní majetek a termální pramen v soutěsce Tamina kanton St. Gallen.
K významným událostem v průběhu staletí patří bitva u Ragazu ve staré curyšské válce 6. března 1446. Obec byla několikrát poškozena požáry a povodněmi, např. v letech 1750, 1762 a 1868.
Johanna Spyri napsala kolem roku 1880 v Bad Ragazu příběh Heidi, děvčátko z hor a Rainer Maria Rilke napsal v Bad Ragazu knihu Hiersein ist herrlich.

## Obyvatelstvo
| Vývoj počtu obyvatel | Vývoj počtu obyvatel | Vývoj počtu obyvatel | Vývoj počtu obyvatel | Vývoj počtu obyvatel | Vývoj počtu obyvatel | Vývoj počtu obyvatel | Vývoj počtu obyvatel | Vývoj počtu obyvatel | Vývoj počtu obyvatel | Vývoj počtu obyvatel | Vývoj počtu obyvatel | Vývoj počtu obyvatel | Vývoj počtu obyvatel | Vývoj počtu obyvatel | Vývoj počtu obyvatel |
| -------------------- | -------------------- | -------------------- | -------------------- | -------------------- | -------------------- | -------------------- | -------------------- | -------------------- | -------------------- | -------------------- | -------------------- | -------------------- | -------------------- | -------------------- | -------------------- |
| Rok                  | 1800                 | 1850                 | 1900                 | 1950                 | 1960                 | 1970                 | 1980                 | 1990                 | 2000                 | 2005                 | 2010                 | 2011                 | 2012                 | 2013                 | 2020                 |
| Počet obyvatel       | 954                  | 1366                 | 1860                 | 2584                 | 2685                 | 3713                 | 3721                 | 4466                 | 4861                 | 5082                 | 5349                 | 5528                 | 5590                 | 5681                 | 6494                 |

## Turismus a lázeňství

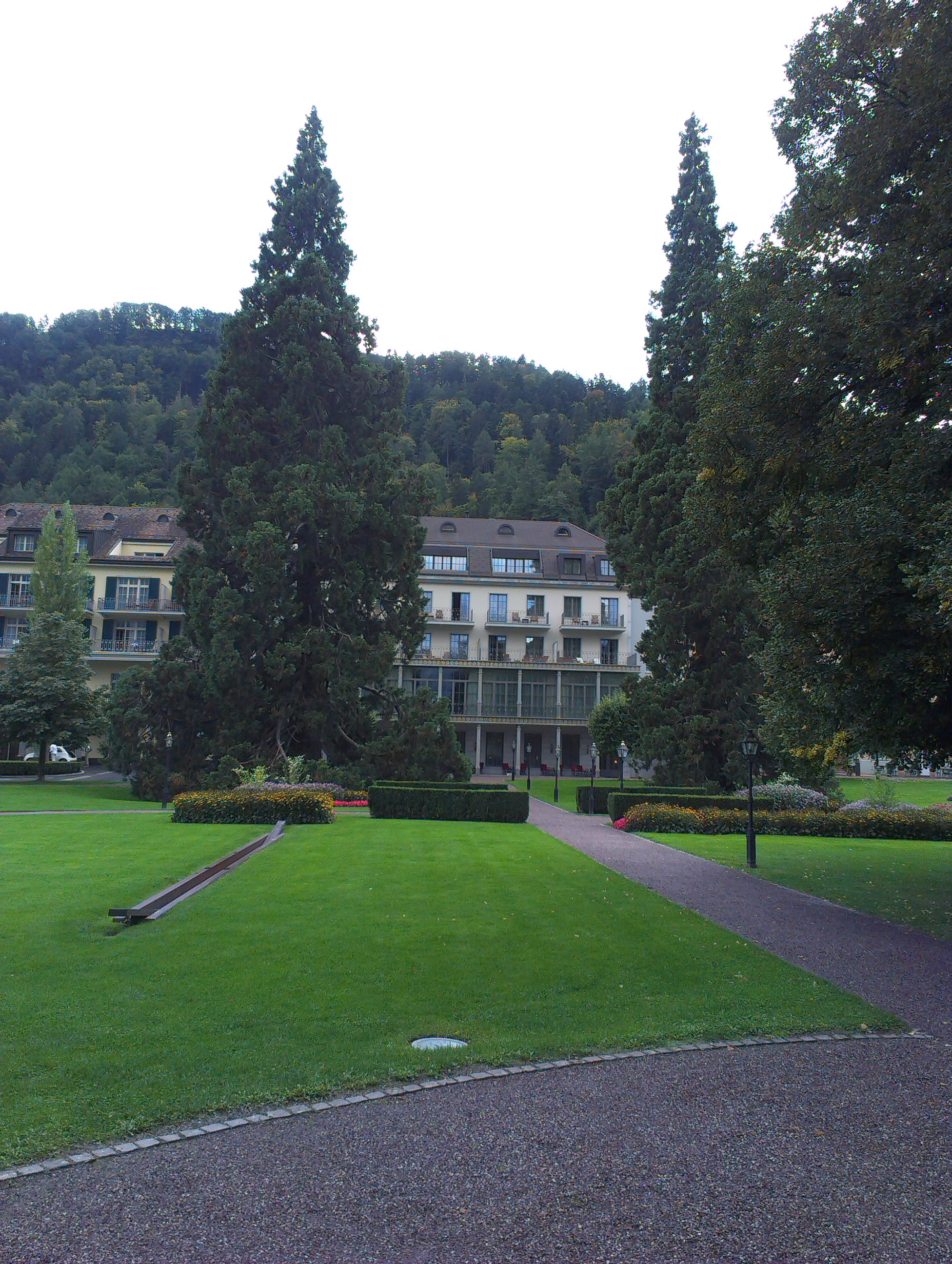
Lázně Bad Ragaz

Bad Ragaz (původně jen Ragaz) byla zemědělská obec. Objevení termálního pramene v nedaleké soutěsce Tamina povýšilo Bad Ragaz na lázně.
Staré lázně Pfäfers v soutěsce Tamina jsou nejstarší barokní lázeňskou budovou ve Švýcarsku. Dnes mohou návštěvníci studovat historii lázní Bad Ragaz a Pfäfers v muzeu, kde kdysi působil lázeňský lékař Paracelsus.
Výstavbou silnice do Bad Pfäfers (1838/39) a vypouštěním termální vody o teplotě 36,5 °C do paláce Hof Ragaz se Ragaz stal lázeňským městem. V roce 1868 koupil panství Ragaz, tj. panství převorství Pfäfers, od kantonu Bernhard Simon (1816–1900) z Niederurnenu. Byly postaveny četné hotely a penziony a v rozvíjejících se lázních vznikla celá řada různých podniků. Kromě evropské a ruské šlechty přijížděly do Ragazu osobnosti z oblasti politiky, obchodu, umění a literatury.
V roce 1911 byla založena akciová společnost Bad- und Kuranstalten Ragaz-Pfäfers.
V roce 1941 byl Grandhotel Quellenhof těžce poškozen požárem, který po druhé světové válce utlumil turistický ruch. Díky bývalému národnímu radovi Hansi Albrechtovi byl Quellenhof obnoven.
V roce 2007 byly kompletně zmodernizovány lanovky Pizol a od té doby jezdí z Bad Ragazu na Alp Pardiel gondolová lanovka.
Bad Ragaz je považován za vstupní bránu do Graubündenu, zejména od otevření dálniční obslužné zóny Heidiland.

## Doprava
Stanice Bad Ragaz, ležící na trati Chur–Rorschach, je obsluhována linkou S12 (S-Bahn St. Gallen), RegioExpressem na trase St. Gallen – Chur a InterRegio „Aare Linth“ Bern – Curych – Chur. V Bad Ragazu překračuje železniční trať Alpský Rýn po železničním mostě. Z náměstí Bahnhofplatz vedou poštovní autobusové linky Postauto do okolních obcí a do Bad Pfäfers v soutěsce Tamina.
Bad Ragaz leží na dálnici A13 mezi sjezdy Bad Ragaz a Maienfeld. Dálnice, která je součástí evropské silnice E43, překračuje Rýn na mostě Rheinbrücke Bad Ragaz.